# Emil Ordon
Emil Ordon (ur. 1809 w Warszawie, zm. 1865 w Kaliszu) – prawnik, powstaniec listopadowy, brat Juliana Konstantego Ordona.
Emil był drugim z czterech synów warszawskiego rewizora generalnego komory celnej Karola Franciszka (1780–1848) i Małgorzaty z Naimskich (zm. ok. 1813), ewangelików. Pierwsze nauki pobierał w Liceum Warszawskim. Ukończył je w 1828 r. i zapisał się na wydział prawa na Uniwersytecie Warszawskim. W związku z wybuchem powstania listopadowego przerwał studia i zaciągnął się jako prosty szeregowiec do pułku Gwardii Akademickiej, którym dowodził gen. Franciszek Czarnomski. Następnie służył jako oficer w 7 pułku piechoty.
Po upadku powstania Ordon podjął na nowo i ukończył studia prawnicze (prawdopodobnie we Wrocławiu lub Dorpacie, gdyż car Mikołaj I nakazał zamknąć UW) po czym przeniósł się do Kalisza, gdzie praktykował w miejscowym Sądzie Apelacyjnym. Od roku 1857 do śmierci, po uzyskaniu uprawnień notarialnych, działał jako rejent w Kaliszu.
Pochowany najprawdopodobniej na cmentarzu ewangelicko-augsburskim w Kaliszu. Miejsca pochówku ani stosunków rodzinnych nie da się dziś ustalić. Rodzice są pochowani w Warszawie.